# 1958 في نيوزيلندا
فيما يلي قوائم الأحداث التي وقعت خلال عام 1958 في نيوزيلندا.

## رياضة
- 1 يناير – كأس نيوزيلندا 1958 الفائز Seatoun AFC [الإنجليزية]‏.

## مواليد

### يناير
- 1 يناير – ريتشارد موليغان لاعب كرة قدم نيوزيلندي.
- 1 يناير – سيليا أليسون
- 1 يناير – غريغ هوف لاعب كرة قدم نيوزيلندي.
- 1 يناير – مارك فينتر رسام كارتون نيوزيلندي.
- 1 يناير – مايك ريتشاردز درّاج طريق نيوزيلندي.
- 1 يناير – نيكي هاجر صحفي نيوزيلندي.
- 16 يناير – داميان أوكونور سياسي نيوزيلندي.

### فبراير
- 10 فبراير – فرد ودمان لاعب رغبي نيوزيلندي.

### مارس
- 12 مارس – جلين هاربر
- 30 مارس – بيتر إليس كاتب نيوزلندي وعامل في حضانة للأطفال أُدين بتهمة الاعتداء الجنسي.

### أبريل
- 11 أبريل – سالي كلارك متسابقة حدث نيوزيلندية.
- 22 أبريل – روبين بلاكوود لاعبة اسكواش نيوزيلندية.

### مايو
- 1 مايو – بونز هيلمان موسيقي نيوزيلندي.
- 23 مايو – ليه أوكونيل مُجدّف نيوزيلندي.
- 27 مايو – نيل فين موسيقي نيوزيلندي.
- 30 مايو – سو موريس

### يونيو
- 4 يونيو – كيني كريسويل لاعب كرة قدم نيوزلندي.

### يوليو
- 17 يوليو – جان شيرر متسابقة يخت نيوزيلندية.

### أغسطس
- 28 أغسطس – اريك ماكنزي دراج نيوزيلندي.

### سبتمبر
- 2 سبتمبر – ستيفاني فوستر مُجدّفة نيوزيلندية.

### أكتوبر
- 7 أكتوبر – غرانت تورنر لاعب كرة قدم نيوزلندي.
- 8 أكتوبر – أنجيلا هال لاعبة كرة قدم نيوزيلندية.
- 12 أكتوبر – رايموند جونز لاعب كريكت نيوزلندي.
- 23 أكتوبر – توني كريستيانسن سياسي نيوزيلندي.

### نوفمبر
- 18 نوفمبر – كريس لونسديل نفساني نيوزيلندي.
- 21 نوفمبر – جان هال لاعبة كركيت نيوزيلندية.

### ديسمبر
- 3 ديسمبر – بيتر هيلز لاعب كريكت نيوزلندي.
- 3 ديسمبر – ريتشارد ريد لاعب كركيت نيوزيلندي.
- 12 ديسمبر – ستيف كين
- 20 ديسمبر – تيم بيفان منتج أفلام نيوزيلندي.

## وفيات

### يناير
- 19 يناير – هاري هاغتون (مواليد 1886) لاعب كرة قدم أسترالية نيوزيلندي.

### أبريل
- 16 أبريل – ويليام أليوت (مواليد 1867)

### يونيو
- 1 يونيو – فرد بيكر (مواليد 1908)
- 2 يونيو – إدغار ريغلي (مواليد 1886)

### سبتمبر
- 22 سبتمبر – فرانك فراير (مواليد 1886) لاعب اتحاد رغبي نيوزيلندي.